# ۷۵۲ (پیش از میلاد)
۷۵۲ (پیش از میلاد) ۷۵۲مین سال قبل از تقویم میلادی است.